# Lyman (Washington)
Lyman az Amerikai Egyesült Államok északnyugati részén, Washington állam Skagit megyéjében elhelyezkedő város. A 2010. évi népszámlálási adatok alapján 438 lakosa van.
B. L. Lyman postai vezető a települést saját magáról nevezte el. A 2017 novemberi áradás több épületet is elmosott.

## Éghajlat
| Hónap                         | Jan.  | Feb.  | Már.  | Ápr. | Máj. | Jún. | Júl. | Aug. | Szep. | Okt. | Nov.  | Dec.  | Év    |
| ----------------------------- | ----- | ----- | ----- | ---- | ---- | ---- | ---- | ---- | ----- | ---- | ----- | ----- | ----- |
| Rekord max. hőmérséklet (°C)  | 20,0  | 23,3  | 27,8  | 34,4 | 35,0 | 37,2 | 36,7 | 36,1 | 32,8  | 30,0 | 24,4  | 23,3  | 37,2  |
| Átlagos max. hőmérséklet (°C) | 8,3   | 10,0  | 12,2  | 15,0 | 18,3 | 20,6 | 23,3 | 23,9 | 21,1  | 15,6 | 10,6  | 7,2   | 15,5  |
| Átlagos min. hőmérséklet (°C) | 1,7   | 1,7   | 3,3   | 5,6  | 7,8  | 10,6 | 11,7 | 11,7 | 9,4   | 6,1  | 3,9   | 1,1   | 6,2   |
| Rekord min. hőmérséklet (°C)  | −18,9 | −18,3 | −13,3 | −3,9 | −3,9 | −1,1 | −0,6 | 1,1  | −1,7  | −6,7 | −16,1 | −17,2 | −18,9 |
| Átl. csapadékmennyiség (mm)   | 149   | 95    | 111   | 96   | 80   | 70   | 39   | 43   | 67    | 121  | 186   | 126   | 1183  |
| Forrás: The Weather Channel   |       |       |       |      |      |      |      |      |       |      |       |       |       |

## Népesség
A 2010-es népszámláláskor a városnak 438 lakója, 160 háztartása és 111 családja volt. A népsűrűség 251,7 fő/km2. A lakóegységek száma 172, sűrűségük 98,9 db/km2. A lakosok 95,4%-a fehér,  1,4%-a indián, 0,2%-a ázsiai,  1,8%-a egyéb, 1,1%-a pedig kettő vagy több etnikumú. A spanyol vagy latino származásúak aránya 3,4% (   )
A háztartások 40%-ában élt 18 évnél fiatalabb. 52,5% házas, 8,1% egyedülálló nő, 8,8% egyedülálló férfi, 30,6% pedig nem család. 18,8% egyedül élt; 8,1%-uk 65 éves vagy idősebb. Egy háztartásban átlagosan 2,74 személy élt; a családok átlagmérete 3,12 fő.
A medián életkor 36,1 év volt. A város lakóinak 25,3%-a 18 évesnél fiatalabb, 7,7% 18 és 24 év közötti, 29,2%-uk 25 és 44 év közötti, 26%-uk 45 és 64 év közötti, 11,6%-uk pedig 65 éves vagy idősebb. A lakosok 49,3%-a férfi, 50,7%-a pedig nő.

## Nevezetes személy
- Niles Chapman Jordan, baseballozó[11]

## Fordítás
- Ez a szócikk részben vagy egészben  a   Lyman, Washington című angol Wikipédia-szócikk ezen változatának fordításán alapul.  Az eredeti cikk szerkesztőit annak laptörténete sorolja fel. Ez a jelzés csupán a megfogalmazás eredetét és a szerzői jogokat jelzi, nem szolgál a cikkben szereplő információk forrásmegjelöléseként.